# Palais Primoli
Pour les articles homonymes, voir Primoli.
Le palais Primoli, à Rome, se situe au 1, via Giuseppe Zanardelli, à l'angle de la piazza di Ponte Umberto, au bord du Tibre. Il fait partie du quartier du Ponte. Sa construction date du XVIe siècle. Il accueille aujourd'hui deux musées : le musée napoléonien de Rome au rez-de-chaussée et le musée Mario-Praz au troisième étage. Il abrite également la fondation Primoli et sa bibliothèque, qui comprend plus de 30 000 volumes de littérature, d'histoire et d'art.

## Origine
Au XVIe siècle, le palais est de dimensions restreintes, inclus entre le vicolo Altemps, la piazzetta dell'Orso et le vicolo della Fontana Secca. Il appartient à la famille Gottifredi, puis à la famille Filonardi jusqu'à la fin du XVIIIe siècle.
Le comte Luigi Primoli en fait l'acquisition vers 1820-1828. Les frises des salles III et V, où figurent le lion des Primoli et l'aigle des Bonaparte, sont réalisées à l'occasion du mariage de son fils Pietro (1820-1883) avec Charlotte Bonaparte (1832-1901), fille de Charles-Lucien Bonaparte, en 1848. 
Les premiers temps, Pietro Primoli ne réside qu'environ cinq ans au palais : il part s'installer à Paris en 1853, avec sa femme et leurs trois fils (Giuseppe, Luigi et Napoleone), et ne revient à Rome qu'en 1870.

## Giuseppe Primoli

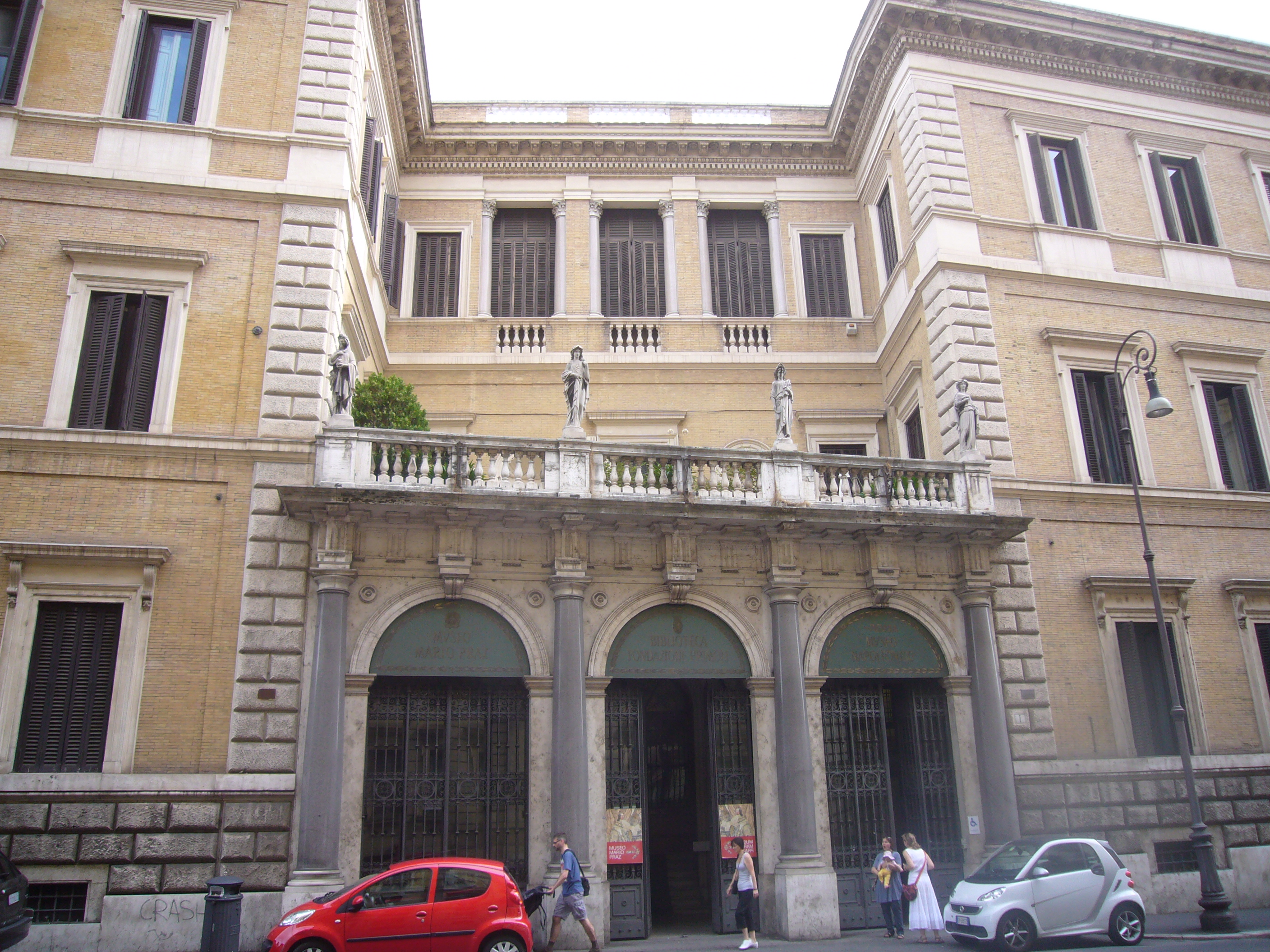
Façade du palais Primoli sur la via Zanardelli.

Le fils aîné de Pietro et de Charlotte Primoli, Giuseppe (Giuseppe Primoli), reprend le palais à la mort de sa mère, en 1901. Il achète les deux bâtiments adjacents afin d'agrandir sa demeure, qui devient un salon littéraire où il organise des réceptions et photographie la société mondaine et artistique de son temps. Il y reçoit des personnalités comme Sarah Bernhardt, Guy de Maupassant, Paul Bourget ou Louis Duchesne. Il y accueille également son fils naturel, l'écrivain Abel Bonnard, lors de ses fréquents séjours à Rome.
Il fait effectuer des rénovations dues à la construction des remblais du Tibre et à l’ouverture de la via Giuseppe Zanardelli. Les travaux sont dirigés par l'architecte Raffaello Ojetti (1845-1924), père de l'écrivain Ugo Ojetti (1871-1946), qui fait partie des invités du palais. La façade sur la piazzetta dell'Orso est détruite et un nouveau bâtiment est édifié à l'angle de la via Zanardelli. Ojetti englobe le petit palais originel dans un ensemble de style néo-Renaissance, composé de brique, de travertin et de marbres polychromes, qui comprend une entrée monumentale ainsi qu'une nouvelle façade sur la piazza di Ponte Umberto. Les travaux s'étendent de 1904 à 1911.
À sa mort, en 1927, Giuseppe Primoli lègue le rez-de-chaussée à la Ville de Rome pour héberger ses collections napoléoniennes. Ainsi sont posées les bases du Musée napoléonien, qui occupe une dizaine de salles.

## Mario Praz
Après avoir longtemps vécu au palais Ricci, dans la via Giulia, Mario Praz y emménage en 1969 au troisième étage, avec sa bibliothèque et ses collections d'art néoclassique, qui rassemblent plus d'un millier d'œuvres allant de la période Directoire à la fin du Premier Empire. Il y restera jusqu'à sa mort, en 1982. Après plusieurs années de procédures, le musée Mario-Praz est créé en juin 1995, dans l'appartement où habitait le professeur Praz, en reconstituant l'emplacement exact des meubles, des tableaux et des objets tel qu'il était de son vivant. Le musée appartient aujourd'hui à la Galerie nationale d'art moderne et contemporain. Quant aux milliers de volumes de sa bibliothèque, ils ont été transférés à la fondation Primoli.

## L'ambassade
L'ambassade de France près le Saint-Siège a résidé quelque temps au palais Primoli pendant les années 1920, à l'époque de Jean Doulcet.